# Квалифицированное большинство
Квалифици́рованное большинство́ — большинство в ⅔ или ¾ голосов присутствующих или списочного состава, необходимое в ряде случаев для принятия правомочных решений. Например, в большинстве стран квалифицированное большинство необходимо для принятия конституции или внесения в неё изменений. Преодоление вето, как правило, также требует квалифицированного большинства. 

## Квалифицированное большинство и Конституция РФ
Согласно Конституции России, для преодоления президентского вето требуется ⅔ голосов от общего числа депутатов Государственной думы и членов Совета Федерации.
Для принятия конституционных законов требуется конституционное большинство в ⅔ голосов от общего числа депутатов Госдумы и ¾ голосов от общего числа членов Совета Федерации.
Отрешение президента от должности возможно по инициативе не менее одной трети депутатов Думы, при принятии соответствующего решения  двумя третями голосов в Думе и Совете Федерации.
Согласно постановлению Конституционного Суда, для внесения поправок в главы 3—8 Конституции России (за исключением изменения статуса и названий субъектов РФ) требуется конституционное большинство в Госдуме и Совете Федерации, а также поддержка законодательных органов двух третей регионов России. Единственные исключения — изменение названия субъекта РФ (принимается указом Президента) и изменение списка субъектов РФ (принимается обычным конституционным законом).
Конституция России не позволяет прямым способом вносить поправки в главы 1, 2 и 9 (Основы конституционного строя, Права и свободы человека и гражданина, Конституционные поправки и пересмотр Конституции). Для изменения этих глав необходимо созвать новое Конституционное собрание, для чего требуется ⅗ голосов от общего числа депутатов Госдумы и членов Совета Федерации.

## Квалифицированное большинство в США

### Федеральное правительство
Конституция США требует квалифицированного большинства в ряде случаев.
Поправки в Конституцию могут быть предложены одним из двух способов: либо квалифицированным большинством в ⅔ голосов от каждой палаты Конгресса, либо съездом, созываемым по заявлению ⅔ штатов (в настоящее время 34).
Для вступления в силу предложенная поправка в Конституцию должна быть ратифицирована ¾ штатов (в настоящее время 38). В зависимости от решения Конгресса ратификация проходит либо через законодательные собрания штатов, либо через ратификационные конвенции. 
Конгресс может принимать законы простым большинством голосов, после чего законопроект направляется в Белый дом на подписание президентом. Однако президент имеет право наложить вето на законопроект, и в таком случае он возвращается обратно в Конгресс, где может быть принят без подписания президентом решением квалифицированного большинства в  ⅔ голосов каждой палаты. 
Палата представителей США имеет право объявить импичмент любому федеральному должностному лицу (например, президенту, вице-президенту, федеральному судье и др.) простым большинством голосов. Для одобрения импичмента и освобождения от должности требуется квалифицированное большинство в ⅔ голосов в Сенате. Конгресс четыре раза пытался объявить импичмент президенту: Джону Тайлеру в 1842,  Эндрю Джонсону в 1868, Биллу Клинтону в 1999 и Дональду Трампу в 2020. Ни одна попытка, однако, не увенчалась успехом. Каждая из палат также имеет право освободить одного из её членов от должности – для этого требуется квалифицированное большинство в ⅔ голосов этой палаты.
В настоящее время квалифицированное большинство в ⅔ голосов составляет 290 мест в Палате представителей и 67 мест в Сенате.